# Hans-Georg Gadamer
Hans-Georg Gadamer (født 11. februar 1900, død 13. marts 2002) var en tysk filosof som er kendt for sit arbejde med den filosofiske hermeneutik. Han studerede under Moritz Geiger.
Gadamers hovedværk er "Sandhed og Metode" ("Wahrheit und Methode"), som han udgav i 1960 i en alder af 60 år. Gadamer overtog en lang hermeneutisk tradition, der var formidlet til ham fra middelalderen gennem Schleiermacher, Dilthey, Husserl og Heidegger, men han omformede den så radikalt, at hermeneutikken siden da er knyttet til hans navn.